# Ann Robinson
Ann Robinson (* 25. Mai 1929 in Hollywood, Los Angeles, Kalifornien) ist eine US-amerikanische Schauspielerin. Bekanntheit erlangte sie als Sylvia Van Buren im Science-Fiction-Film Kampf der Welten aus dem Jahr 1953.

## Leben
Ann Robinson wurde 1929 in Hollywood geboren und machte ihren Schulabschluss an der Hollywood High School. Vor ihrer Schauspielkarriere arbeitete sie zunächst ab 1949 als Stuntwoman für drei Filmproduktionen. Erst im Jahr 1950 schlossen die Paramount Pictures mit Robinson einen Vertrag als Schauspielerin ab. Zunächst wirkte sie lediglich als Statistin oder Nebendarstellerin in Filmen wie Im Solde des Satans oder Die Stadt unter dem Meer mit, bei denen sie zumeist nicht im Abspann genannt wurde. Ihre erste größere Rolle spielte Robinson 1953 im Film noir Die gläserne Mauer.
Den Durchbruch als Schauspielerin erlangte Ann Robinson durch ihre Rolle der Sylvia Van Buren im 1953 erschienenen Alien-Invasionsfilm Kampf der Welten. Sie spielte dieselbe Rolle 35 Jahre später auch in drei Folgen der gleichnamigen Fernsehserie und hatte in Steven Spielbergs Neuverfilmung Krieg der Welten im Jahr 2005 einen Cameo-Auftritt als Großmutter an der Seite von Gene Barry, der gemeinsam mit ihr in Kampf der Welten mitgespielt hatte.
1957 heiratete Ann Robinson den Stierkämpfer Jaime Bravo und zog mit ihm nach Mexiko. Sie bekamen zwei Söhne mit den Namen Jaime Jr. und Estefan A. Nach einer Drehpause wirkte Robinson zwar wieder in Filmen mit, meist des Genres Science-Fiction, hatte aber nur noch kleinere Rollen. Zudem trat sie als Gastdarstellerin in mehreren Fernsehserien auf. Im Jahr 1967 wurde die Ehe von Robinson und Bravo geschieden; er starb drei Jahre später durch einen Autounfall. 1987 heiratete sie den Immobilienmakler und Geschäftsmann Joseph Valdez.
Nach ihrer Rolle in Steven Spielbergs Krieg der Welten im Jahr 2005 beendete Robinson ihre Filmkarriere nach mehr als fünfzig Jahren, tritt jedoch bis heute als Gaststar bei Autogrammshows und Science-Fiction-Conventions auf.

## Filmografie (Auswahl)
- 1949: Black Midnight
- 1950: Im Solde des Satans (The Damned Don’t Cry!)
- 1950: I Was a Shoplifter
- 1950: Abbott und Costello als Legionäre (Abbott and Costello in the Foreign Legion)
- 1950: Alles über Eva (All About Eve)
- 1950: Mein Leben gehört mir (A Life of Her Own)
- 1951: Goodbye, My Fancy
- 1951: Der Cowboy, den es zweimal gab (Callaway Went Thataway)
- 1951: Im Sturm der Zeit (I Want You)
- 1952: Flucht vor dem Tode (The Cimarron Kid)
- 1952: Der Sohn von Ali Baba (Son of Ali Baba)
- 1953: Die Stadt unter dem Meer (City Beneath the Sea)
- 1953: Die gläserne Mauer (The Glass Wall)
- 1953: Kampf der Welten (The War of the Worlds)
- 1954: Dragnet
- 1954: Rocky Jones, Space Ranger (Fernsehserie, 6 Folgen)
- 1955–1956: Fury (Fernsehserie, 9 Folgen)
- 1955/1957: Cheyenne (Fernsehserie, 2 Folgen)
- 1956: Revolvermänner (Gun Brothers)
- 1956: Mord in den Wolken (Julie)
- 1957: Die Würfel sind gefallen (Gun Duel in Durango)
- 1958: Einer stand allein (Damn Citizen)
- 1959: Solange es Menschen gibt (Imitation of Life)
- 1960: Der Texaner (The Texan, Fernsehserie, Folge 2x26)
- 1960: Perry Mason (Fernsehserie, Folge 3x23 Der Fall mit dem verlassenen Marinesoldaten)
- 1960: Tausend Meilen Staub (Rawhide, Fernsehserie, Folge 3x02 Die Aztekenprinzessin)
- 1961: Sugarfoot (Fernsehserie, Folge 4x07)
- 1961: Peter Gunn (Fernsehserie, Folge 3x23)
- 1961: Alfred Hitchcock präsentiert (Alfred Hitchcock Presents, Fernsehserie, Folge 6x38)
- 1961: Surfside 6 (Fernsehserie, 2 Folgen)
- 1963: 77 Sunset Strip (Fernsehserie, Folge 5x28)
- 1966: Gilligans Insel (Gilligan’s Island, Fernsehserie, Folge 2x17)
- 1978: Make-up und Pistolen (Police Woman, Fernsehserie, Folge 4x18)
- 1978: Zeit der Sehnsucht (Days of Our Lives, Fernsehserie, 4 Folgen)
- 1988: Midnight Movie Massacre (Attack from Mars)
- 1988–1989: Krieg der Welten (War of the Worlds, Fernsehserie, 3 Folgen)
- 2005: The Naked Monster
- 2005: Krieg der Welten (War of the Worlds)
- 2020: The Last Page of Summer